# 조직 풍토
조직 분위기 (때로는 기업 분위기로도 알려짐)는 조직행동 및 산업심리학 분야에서 학문적 의미를 가지며 비즈니스 세계에서도 실용적인 의미를 가지는 개념이다. 과학적 연구 목적을 위한 조직 분위기의 정확한 정의에 대해서는 학문적 논쟁이 계속되고 있다. 로렌스 R. 제임스(1943-2014)와 그의 동료들이 개발한 정의는 심리적 분위기와 조직 분위기를 구분한다. 
"심리적 분위기는 개별 직원이 업무 환경이 자신의 행복에 미치는 심리적 영향을 인식하는 것으로 정의된다(James & James, 1989). 특정 작업 단위의 직원들이 업무 환경의 영향에 대한 인식을 공유할 때, 그들의 공유된 인식은 그들의 조직 분위기를 설명하기 위해 집계될 수 있다(Jones & James, 1979; Joyce & Slocum, 1984)."
직원들의 조직 업무 환경에 대한 집단적 평가는 상황의 여러 차원뿐만 아니라 환경의 심리적 영향도 고려한다. 예를 들어, 역할 명확성, 업무량 및 개인의 특정 업무에 고유한 다른 측면과 같은 직무 관련 속성은 조직 구성원들이 동의할 수 있는 심리적 영향을 미친다. 작업 집단 또는 팀 협력 및 효과성뿐만 아니라 리더십 및 조직 지원은 조직 분위기에 영향을 미치는 공유된 경험의 다른 차원이다. 설문조사는 조직 분위기를 정량화하는 가장 일반적인 방법이다. 안전 분위기 및 혁신 분위기와 같이 특정 행동 및 결과 집합의 성과에 영향을 미치는 분위기의 측면을 측정할 수 있다. 분위기의 수많은 측면을 평가하기 위한 많은 도구들이 개발되었다.
공유된 인식 접근 방식은 분위기 개념의 기초가 되는 공유된 인식의 중요성을 강조한다. 조직 분위기는 "이곳에서 일들이 진행되는 방식에 대한 공유된 인식"으로도 정의되었다. 두 접근 방식에는 상당한 중복이 있다.

## 인지 스키마 접근
사회적 대상에 대한 인지적 표상은 스키마라고 불린다. 이 스키마는 세계의 어떤 측면을 나타내는 정신 구조이다. 이들은 연상 네트워크에 조직화되어 기억된다. 이 연상 네트워크에서 유사한 스키마는 함께 묶인다. 특정 스키마가 활성화되면 관련 스키마도 활성화될 수 있다. 스키마 활성화는 연상 네트워크에서 관련 스키마의 접근성을 증가시킬 수도 있다. 스키마가 더 접근 가능하다는 것은 특정 상황에서 더 빠르게 활성화되고 사용될 수 있다는 것을 의미한다. 관련 스키마가 활성화되면, 특정 사회적 상황에서 주어진 정보를 넘어서는 추론이 그 추론이 정확한지 여부와 관계없이 사고와 사회적 행동에 영향을 미칠 수 있다. 마지막으로, 스키마가 활성화될 때 사람은 이를 의식할 수도 있고 의식하지 못할 수도 있다.
스키마의 접근성을 높이는 두 가지 과정은 현저성(salience)과 점화(priming)이다. 현저성은 특정 사회적 대상이 상황에서 다른 사회적 대상에 비해 얼마나 두드러지는지를 나타내는 정도이다. 대상의 현저성이 높을수록 해당 대상에 대한 스키마가 더 접근 가능해질 가능성이 높다. 예를 들어, 7명의 남성 그룹에 여성이 한 명 있다면, 여성 성별 스키마가 더 접근 가능해져 그룹의 여성 구성원에 대한 사고와 행동에 영향을 미칠 수 있다. 점화는 스키마를 더 접근 가능하게 만든, 상황 직전에 발생한 모든 경험을 의미한다.

## 공유된 인식 접근
일부 연구자들은 조직 분위기의 공유된 인식 모델을 추구해 왔다. 그들의 모델은 비즈니스 목표를 달성하고 성과를 극대화하기 위해 조직이 인력을 동원하는 능력을 조절하는 변수를 식별한다.
이 모델의 주요 사용자 중 하나는 오스트레일리아 퀸즐랜드주 주정부 부서이다. 이 부서들은 분위기 모델을 사용하여 직원들을 대상으로 설문조사를 실시하여 스트레스, 사기 (의욕), 직장 생활의 질, 웰빙, 직원 몰입, 결근/과잉출근, 이직률 및 성과에 영향을 미치는 직장의 측면을 식별하고 측정한다.
조직과 그 리더들은 직원들의 일상 생활에서 모든 스트레스 요인을 제거할 수는 없지만, 조직 분위기 연구는 스트레스와 사기에 상당한 영향을 미치는 리더들의 여러 행동을 식별했다. 예를 들어, 퀸즐랜드 주정부 고용주인 퀸즐랜드 운송은 관리자들의 이러한 행동에 대한 인식을 높이는 것이 직원들의 직장 생활의 질과 QT의 조직 목표 달성 능력을 향상시켰다는 것을 발견했다.

## 조직 분위기와 조직 문화
분위기와 문화는 전반적인 맥락, 환경 또는 상황의 중요한 측면이다. 조직 문화는 보통 특정 사회 집단의 모든 또는 대부분의 구성원이 공유하며, 나이 많은 구성원들이 어린 구성원들에게 전해주려 노력하고, 행동, 구조, 세계관을 형성한다. 문화는 종종 미국 문화나 프랑스인 문화처럼 국가적 수준에서 연구되고 이해된다.
문화는 깊이 간직된 가치, 신념 및 가정, 상징, 영웅 및 의식을 포함한다. 문화는 조직 수준에서도 조사될 수 있다. 조직 문화와 국가 문화의 주요 차이점은 사람들은 직장을 선택할 수 있지만, 일반적으로 국가 문화에 태어난다는 것이다. 반면에 조직 분위기는 종종 조직 생활을 특징짓는 행동, 태도 및 감정의 반복적인 패턴으로 정의되는 반면, 조직 문화는 깊고 안정적인 경향이 있다. 문화와 분위기는 관련이 있지만, 분위기는 종종 평가하고 변화시키기가 더 쉽다. 분석의 개별 수준에서는 이 개념을 개별 심리적 분위기라고 부른다. 이러한 개별 인식은 종종 팀 또는 그룹 수준, 또는 부서, 기능 또는 전체 조직 수준에서 분석하고 이해하기 위해 집계되거나 수집된다.

## 분위기 설문조사
인지심리학 및 신경심리학 이론과 감정 지능은 리더들이 최대의 성과를 달성하기 위해 직장에서 스트레스와 사기를 향상시켜야 하는 추가적인 과학적 근거를 제공한다. 분위기 설문조사는 이것이 실제로 어떻게 작용하는지에 대한 구체적인 증거를 제공할 수 있다.
조직 분위기 조사는 인적자원관리(HR) 전략의 영향을 평가하여 HR 투자 수익률(HRROI) 계산을 가능하게 한다. 이 데이터는 사람 기반 이니셔티브를 "비용"이 아닌 "투자"로 보는 관점을 바꾸고 HR을 "인사 관리"라는 인식에서 "미션 크리티컬 전략적 파트너"로 전환하는 데 매우 효과적인 것으로 나타났다.
데니스 로즈 박사와 동료들의 2001년부터 2004년까지의 여러 연구는 조직 분위기와 스트레스 수준, 결근 및 헌신과 참여와 같은 직원 반응 사이에 매우 강력한 연관성이 있음을 발견했다.
한 연구에서는 하트, 그리핀 등의 (1996) 조직 분위기 모델이 한 조직에서 최소 16%의 단일 병가와 10%의 이직률을 설명한다는 것을 발견했다. 다른 연구들은 조직 분위기와 직원 유지, 직무 만족, 웰빙, 창의성, 혁신 및 변화 준비와 같은 다른 여러 요인들 사이의 연관성을 지지한다. 헌터, 베델, 멈포드는 창의성에 대한 분위기 평가의 수많은 접근 방식을 검토했다. 그들은 잘 개발되고 표준화된 도구를 기반으로 한 분위기 연구가 현지에서 개발된 측정을 기반으로 한 연구보다 훨씬 더 높은 효과 크기를 생성한다는 것을 발견했다.

## 같이 보기
- 적응형 성과
- 연차 휴가
- 자폐성 번아웃
- 노동 비판
- 괜찮은 일자리
- 초과근무의 영향
- 주4일근무제
- 집단역학
- 직장 내 행복
- 직무 성과
- 직무 스트레인
- 과로사
- 노동권
- 직업안전보건
- 직무 스트레스
- 조직 연구
- 조직 개발
- 과로
- 유급 휴가
- 인성-환경 적합성
- 인사 심리학
- 과잉출근
- 휴식과 여가의 권리
- 6시간 근무제
- 스트레스
- 스트레스 관리
- 자살 위기
- 탕핑족
- 교사 번아웃
- 일중독증
- 업무량
- 일과 삶의 균형

## 더 읽어보기
- Mathisen, G.E., & Einarsen, S. (2004). "A Review of Instruments Assessing Creative and Innovative Environments Within Organizations." Creativity Research Journal, 16(1), 119–140.
- Reliantt의 조직 고객 설문조사 샘플, Zipsurveys.com